# Parlophone
La Parlophone è una etichetta discografica fondata in Germania nel 1896 come Parlophon da Carl Lindström (1869–1932), un inventore svedese che viveva a Berlino dove aveva fondato la Carl Lindström Company che produceva fonografi e grammofoni; la denominazione verrà cambiata solo nel 1927, dopo l'acquisto da parte della Columbia. In Italia invece, non confluendo l'etichetta nella VCM, ma rimanendo autonoma, la denominazione resterà comunque Parlophon.

## Marchio
Il logo storico non è il simbolo della sterlina (₤) bensì la "L" maiuscola tedesca nell'alfabeto gotico, che qui stava a indicare il cognome del fondatore.

## Storia

### Dai grammofoni ai dischi

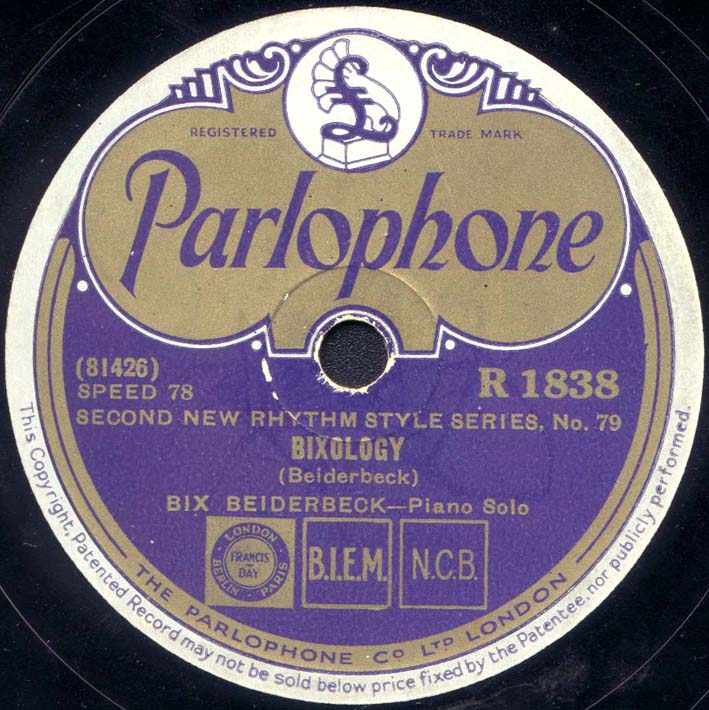
Etichetta della British Parlophone, anni '30

Inizialmente l'azienda non si occupava di distribuire dischi, ma grammofoni. Nel 1923 la divisione inglese della Parlophone fu attivata e divenne in breve tempo una etichetta curante soprattutto la musica jazz.
Nel 1927 la Columbia britannica rilevò il controllo della Parlophon e nel 1931 si fuse con la  Gramophone per fondare la Electric & Musical Industries Ltd (EMI).
Sotto la EMI, la Parlophone ha proseguito il suo progetto di etichetta prevalentemente rivolta alla musica jazz, ampliando però il suo catalogo ad altri settori come le novelle, le commedie e le recite in genere.

### George Martin e i Beatles
Nel 1950 fece il suo ingresso nell'azienda George Martin, all'epoca ventiquattrenne, il quale di lì a pochi anni sarà fra i direttori delle produzioni.
Ai tempi in cui sbocciò la musica rock and roll, la Parlophone distribuiva artisti di buon valore come il trombettista jazz Humphrey Lyttelton, l'attore cantautore Jim Dale e altri che sporadicamente raggiunsero i "Top 20 chart", oltre al fiore all'occhiello dell'etichetta, Adam Faith.
La fortuna della compagnia arrivò nel 1962 quando Martin fece fare un'audizione ai poco più che esordienti Beatles e decise di lanciarli sul mercato discografico. Quell'incontro sarà in effetti provvidenziale e decisivo tanto per il gruppo di Liverpool quanto per il compositore, che con i Beatles avvierà un sodalizio inscindibile, e dunque per la stessa Parlophone.

### Successo
In breve tempo divenne la più nota etichetta discografica del mondo. Basti pensare che nel 1964 i suoi prodotti arrivarono al numero uno delle classifiche per ben 40 settimane. Oltre ai Beatles, altri artisti di Liverpool diventarono importanti grazie al manager Brian Epstein. Cilla Black, proveniente anche lei dal Cavern Club, riuscì a ritagliarsi una buona fetta di popolarità grazie alle cover dei Beatles e anche di qualche compositore italiano, come ad esempio Gino Paoli e Umberto Bindi dai quali raccolse Il mio mondo per convertirlo in You're My World.
Successivamente ha prodotto parte della discografia dei Queen, dei Duran Duran, di Tina Turner.
Ha prodotto tutti gli album delle band inglese Coldplay e Pet Shop Boys e, dal 2000, tutti quelli della cantautrice australiana Kylie Minogue.

## Elenco parziale degli artisti
- The Beatles
- Queen
- David Bowie
- Radiohead
- Iron Maiden
- Blur
- Tina Turner
- Roxette
- Gorillaz
- Coldplay
- Kylie Minogue
- Pet Shop Boys
- Kraftwerk
- The Stranglers